# Березай (Торжокский район)
Березай  — деревня в Торжокском районе Тверской области. Входит в состав Будовского сельского поселения.

## География
Находится в центральной части Тверской области на расстоянии приблизительно 16 км на северо-восток по прямой от районного центра города Торжок.

## История
Деревня была отмечена еще на карте 1825 года. В 1859 году здесь (деревня Новоторжского уезда Тверской губернии) было учтено 27 дворов, в 1924 — 72.  До 2017 года входила в Большепетровское сельское поселение.

## Население
Численность населения: 259 человек (1859 год), 44 (русские 96 %) в 2002 году, 30 в 2010.